# Mistrzostwa świata w tchoukballu
Mistrzostwa świata w tchoukballu (ang. World Tchoukball Championship) – międzynarodowy turniej tchoukballu organizowany przez Międzynarodową Federację Tchoukballu (FITB) dla męskich i żeńskich reprezentacji narodowych. Pierwsze mistrzostwa odbyły się w 1984 roku w tajwańskim Tajpej. Mistrzostwa są rozgrywane w dwóch kategoriach: mężczyzn i kobiet. Rozgrywki odbywają się w różnych odstępach czasowych. Kolejna edycja zostanie zorganizowana w 2019 roku.

## Mężczyźni
| 1984 Szczegóły | Tajpej, Tajwan                | Chińskie Tajpej | Wielka Brytania | Japonia         |  |
| 1987 Szczegóły | Neuchâtel, Szwajcaria         | Chińskie Tajpej | Wielka Brytania | Japonia         |  |
| 1990 Szczegóły | Portsmouth, Wielka Brytania   | Chińskie Tajpej | Wielka Brytania | Francja         |  |
| 2000 Szczegóły | Genewa, Szwajcaria            | Chińskie Tajpej | Wielka Brytania | Szwajcaria      |  |
| 2002 Szczegóły | Loughborough, Wielka Brytania | Chińskie Tajpej | Szwajcaria      | Wielka Brytania |  |
| 2004 Szczegóły | Kaohsiung, Tajwan             | Szwajcaria      | Chińskie Tajpej | Kanada          |  |
| 2011 Szczegóły | Ferrara, Włochy               | Chińskie Tajpej | Włochy          | Singapur        |  |
| 2015 Szczegóły | Kaohsiung, Tajwan             | Chińskie Tajpej | Singapur        | Włochy          |  |
| 2019 Szczegóły | Tajpej, Tajwan                |                 |                 |                 |  |

## Kobiety
| 1984 Szczegóły | Tajpej, Tajwan                | Chińskie Tajpej | Japonia         | Korea Południowa |  |
| 1987 Szczegóły | Neuchâtel, Szwajcaria         | Chińskie Tajpej | Wielka Brytania | Japonia          |  |
| 1990 Szczegóły | Portsmouth, Wielka Brytania   | Chińskie Tajpej | Wielka Brytania | Japonia          |  |
| 2000 Szczegóły | Genewa, Szwajcaria            | Chińskie Tajpej | Wielka Brytania | Szwajcaria       |  |
| 2002 Szczegóły | Loughborough, Wielka Brytania | Chińskie Tajpej | Szwajcaria      | Wielka Brytania  |  |
| 2004 Szczegóły | Kaohsiung, Tajwan             | Chińskie Tajpej | Szwajcaria      | Kanada           |  |
| 2011 Szczegóły | Ferrara, Włochy               | Chińskie Tajpej | Szwajcaria      | Singapur         |  |
| 2015 Szczegóły | Kaohsiung, Tajwan             | Chińskie Tajpej | Singapur        | Wielka Brytania  |  |
| 2019 Szczegóły | Tajpej, Tajwan                |                 |                 |                  |  |